# 代理母出産

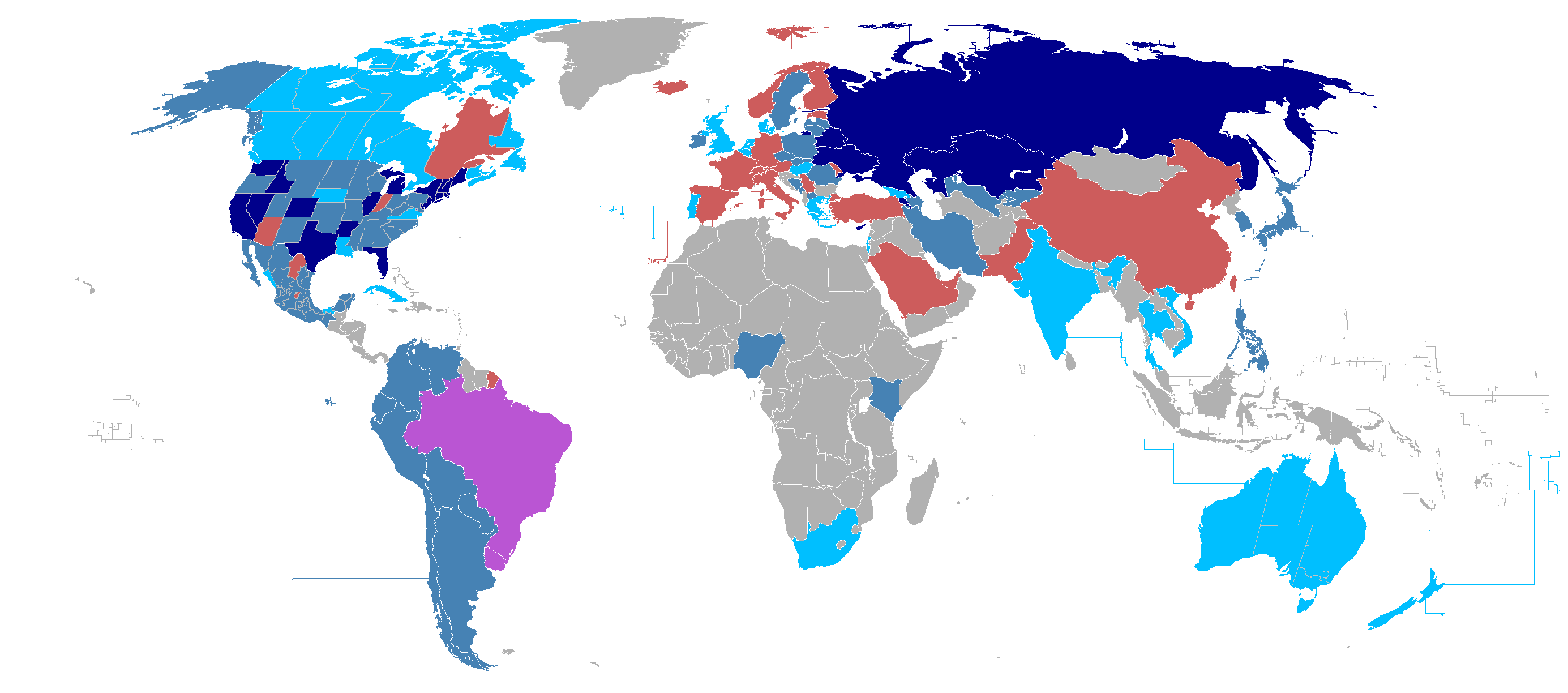
代理母出産の法的ステータス：
「商業的」(金銭授受)と「利他的」（無償）の両方が合法
法的規制なし
「利他的」（無償）のみが合法
二親等以内の親族間でなら合法
一律禁止(あらゆる代理母利用が違法)
不明

代理母出産（だいりははしゅっさん、だいりぼしゅっさん、英：surrogate）とは、主に子宮や卵巣を先天的もしくは後天的に疾患のために失くした女性が代理母女性（surrogate mother）に妊娠・出産してもらう生殖医療である 。代理出産（だいりしゅっさん）ともいう。出産時だけでなく、懐胎（妊娠）時も含めて表現したい場合は、代理懐胎（だいりかいたい）と表すこともある。

## 概要
代理母には、 妊娠・分娩が引き起こす一般的な健康への負担がもたらされるし、体外受精型代理出産での場合には、他者の卵を用いたことによる医学的リスクが上昇する危険性を孕む。 加えて体外受精型代理出産で生まれる子には、遺伝情報の変化( エピジェネティック変異)によって健康に影響も出る。手段として当初は婚姻夫婦間の医療として想定されていたが、昨今はLGBTの男体ゲイカップルなど、生物学的に自然には子をなさず産む主体ではない者が子供を欲しがり、女性を代理母として利用する事例も出現し社会問題となっている。ゲイ兄弟の親族女性が利他的に代理母をしたケースが存在するものの、同性結婚導入国でさえも「金銭を用いた代理母使用」が違法化されている場合は、事実上「血縁のある子女」を持つことが不可能である。

## 2種の代理出産
代理母出産には大別すると以下の2種類がある。
- Gestational Surrogacy（妊娠代理出産）：依頼者女性とは遺伝的につながらない卵子を用いた受精卵を用い、それを代理母の子宮に入れて行われた出産。この手法は「ホストマザー」とも呼ばれる[5]。
- Traditional Surrogacy（伝統的代理出産）：依頼者女性(妻)の卵子に依頼者男性(夫)の精子で人工授精を行った受精卵を代理母の子宮に移し、妊娠・出産させる手法。そのため、代理母の子宮から生まれてくる子は、依頼者夫婦双方とも血縁関係にある手法である。この手法は「サロゲートマザー」と呼ばれる[5]。

### 代理出産の5パターン
- Surrogacy（代理出産）には基本的2種5パターンである。
  - 依頼者女性の妊孕性が不妊状態となっているが、卵子自体は健康的な場合における、依頼者夫婦の精子と卵子を人工受精させた受精卵を代理母の子宮に入れた妊娠・出産[2]。このパターンの場合は産まれた子供が夫婦双方と血縁関係である。(伝統的代理出産)
  - 依頼者女性が健康的な卵子又は卵子自体を持たない場合における、第三者から提供された卵子と夫の精子を体外受精させ、その受精卵を代理母の子宮に入れた妊娠・出産。このパターンの場合は産まれた子供が夫とは血縁関係ではある（妊娠代理出産）
  - 夫が健康的な精子又は精子自体が無く、妻も子宮自体や健康的な生殖細胞(卵子)が無い場合における、第三者から提供された精子と妻の卵子を体外受精させ、その受精卵を代理母の子宮に入れた妊娠・出産。このパターンの場合は産まれた子供が双方の血縁関係ではない（妊娠代理出産）
  - 依頼者側にも健康的子宮と卵子はあるが、女性が自身のキャリアのために妊娠委託し、夫婦の精子と卵子を体外受精させ、その受精卵を代理母の子宮に入れた妊娠・出産。ハリウッドなど富裕層の女性が用いる。このパターンの場合は産まれた子供が双方と血縁関係である[6]。
  - 男のゲイカップルなど双方子宮の無い性的少数者カップルが、経済的勾配を利用し金銭を用いた非親族女性[4]、又は謝礼金などの金銭を用いずに親族女性（母・姉・妹など）の子宮に「自身の精子」を代理母に移すケースもある[3][4]。ゲイカップルが金銭で女性を用いた代理出産が合法な国には、アメリカの一部の州、メキシコ、カナダと限られた選択肢となっている[7]。日本でも親族女性が、少数ながらゲイである兄弟のためにした実例もある[3]。

## 子宮影響不妊夫婦における代理出産
不妊夫婦にとっては子供が欲しいとの思いが切実であることが少なくなく、アメリカより費用が安く代理出産ができるインドで、多数の先進国の不妊夫婦が代理母出産を行っている。貧困層の多いインドでは代理出産用の施設まで作られ、代理母が相部屋で暮らしている。インドにおける代理出産の市場規模は2015年に60億ドルに上ると推計されている。インド政府は、商業的な代理母出産を合法化する法案を2010年に国会に提出したが、外国人については本国政府の「代理母出産を認める」「依頼人の実子として入国を認める」という証明書を要求している。妊産婦の死に直結するリスクも看過できず、インド国内でも臓器の売買に近い「人体搾取」だという批判があり、更にLGBTやゲイが生殖医療や代理母出産を利用することはインドの法律で固く禁じられている。このほかにはウクライナではビジネス化している。
上記のように、代理母出産が実施されている原因として不妊、強い需要が存在していることが理由として挙げられる。日本において子宮障害や疾患などのため不妊となっている女性は、20万人はいると見積もられている。子宮が不妊原因で卵子は健康的である場合は、彼女らは代理母出産を用いれば、夫婦双方の子を授かることが出来る。代理に頼らず養子や里親制度で「子供」を持つのことが出来るのだからそうすべき、という主張もあるが、遺伝的つながりを求める夫婦の要求を満たすことはできない。不妊治療経験者のうち、養子制度を考えたことがない者が62％をしめ、不妊治療経験者の66%が子との遺伝的つながりを求めている、という調査がある。

## 双方が子宮の無い性的少数者カップル（ゲイ）の代理出産
男体のLGBT（性的少数者）の中には、子を持つ欲求を代理母を利用しその目的を果たそうとする者もいる。女性同士のカップルはどちらか片方に第三者男性からの精子提供で実子を妊娠・出産が可能である。同性婚を認める国の中には、男体であるなど子宮の無い性的少数者カップル(ゲイカップル)には事実上法律で禁止している国もある。例として、デンマークでは同性結婚までは合法なものの、違法である「金銭を用いた代理母出産」を用いて、血縁のある子を持とうとするゲイカップルが発生している。

逆に、男性同士のカップルもしくはトランスジェンダーを含むカップルなど双方が産む主体ではない場合は代理出産が選択肢となる。ゲイカップル(男性同士のカップル)の場合は必ず二人のパートナーとの生殖細胞がオス由来の精子のみで、子宮も無く女性の生殖細胞である卵子も無いため、「血縁のある子供」が欲しい場合にカップル片方の生殖細胞（精子）利用又は双方第三者の生殖細胞を用いた代理出産をしてもらうことが理論的には必要になる。
アメリカのオンラインニュースサイトLGBTQ Nationは、「搾取とならないように安全で健全な代理出産の取引の代理や仲介を行う組織も一部には存在する」としている。LGBTQ Nationは、更にどこかの研究によれば、「代理出産によってゲイ・カップルに育てられた子供は、異性愛者のカップルが妊娠した子供よりも、幸せに順応している」と示されているとしているが、子の福祉のためには根拠が不十分である。2020年にウクライナの大統領全権・児童の権利委員ムイコラ・クレバ氏は「外国の同性愛カップルや（幼児性愛などの志向がある）性犯罪者が親になる可能性もある」と同性カップルのだけでなく、異性のパターンの代理出産も批判している。

## 代理母出産に関する議論

### 賛成派

#### 子宮影響不妊夫婦へのケース
ロキタンスキー症候群などによって生まれつき子宮か腟、又は両方が無い女性がいる。日本人女性中に約4500人に1人の割合で存在する疾患で、更に子宮に関するがんなどで後天的に失う女性もいる。日本人女性の20～30代の推計5万～6万人が子宮がない女性たちである。上記の中で自分の遺伝子で子供を望み産みたい女性で卵巣と子宮はあって膣だけが無い場合ならば、医療で腟は腸から手術でつくることが出来るので自力で自分の子を出産することは出来る。しかし、卵巣しかない場合は自分の卵子を使った海外で代理母出産の選択肢とあり、日本でも将来的には国内の代理母出産が可能になるかが議論されている。日本における代理母出産の議論点については、日本産科婦人科学会の吉村泰典と諏訪マタニティークリニックの根津医師のそれぞれが見解を示している。

#### ゲイカップルなど性的少数派のケース
デンマークのような同性結婚導入国でも、女性カップルは女性であるため母となり自身の子女を持つことが自然に可能。それについて、ゲイカップルなど双方が子宮を持たない男の身体の性的少数派カップルの一部から不満が出ている。養子縁組は同性カップルには制限があり難易度が高く、国によっては代理母は違法である。男体のゲイカップルが欲求を満たすためには代理母出産に金銭を払うしかない状況もある。

### 反対派
- 宗教的見地理由
  - 冒涜であり人間に許される行為ではなく女性と子どもの尊厳に対する重大な侵害であり、母親を物質的に必要とする状況に対する搾取に基づく。カソリックでは代理母は全面的に禁じる。しかし「人間に許される範囲を超えている」という指摘は、内容は不明確であり、そもそも何が禁忌であり「人間に許されること」なのかを一義的に決定することは難しいのではないかという利用する側からの反論もある[16]。
- 契約上理由
  - 代理母出産契約は女性の身体の搾取であり公序良俗に反し、契約として無効であるという指摘がある[17]。また、上記のインドにおける事例[18]で、インドの福祉団体がこれを人身売買であると糾弾し、出生した子を同団体で保護させるよう訴える、という事態も発生している[19]。
  - 平成17年5月20日大阪高裁、「代理出産は人をもっぱら生殖の手段として扱い、第三者に懐胎、分娩による危険を負わせるもので、人道上問題があるばかりか、代理懐胎を依頼した夫婦と代理懐胎を行った女性との間で生まれた子を巡る深刻な争いが生じる危険性を胚胎しているとして、否定的に評価する見解が有力である。」としたうえで「公序良俗に反し無効」と判示し、特別抗告を棄却している。最高裁判所も特別抗告を棄却した[20]。
- 契約違反時対応理由
  - 代理母が子の引き渡しを拒否する事件が起きている（ベビーM事件）。この他、生まれた子が障害を持っていたために依頼元の父母が引き取りを拒否する事例も起きている[21]。このような契約違反が行われたとき、国家が介入して法で救済すべきとも考えられるが、そのような強制力による救済は当事者を納得させることはできないという見解がある。救済とは損害賠償と強制執行をいうところ、子の代わりに金銭賠償では当事者は納得しないであろうし、強制的に生ませるということは人権の侵害であると考えられる。つまり国家が介入し強制しないにしても強制するにしても問題が発生するという指摘がなされている。
- 親子関係理由
  - 法律上、予定されていないため親子関係の確定方法が問題となる。最高裁判例によれば、「母子関係は分娩の事実により発生する」とし[22]、代理母の子として扱われる。このため、代理母と子との間で相続上の問題が発生することが可能性が指摘されている。遺伝子上の代理母と値父親を実親として認めさせようという動きもある。しかし、生まれた子が依頼者・受託者双方と遺伝子上のつながりを持たないケース（上記1-4）があり、単純に遺伝子的なつながりのみで親子関係を確定することはできない。
  - また、代理出産の上に、夫以外の第三者の精子を使った人工授精する不妊治療（AID）で生まれた子の約4割は、事実を知らされる前に法律上の父親とは遺伝的なつながりがないと感じている、という研究結果がある[23]。
  - 代理出産を外国で依頼したものの、誕生前に依頼した女性が夫と離婚したことで、代理出産の女児が無国籍となって依頼者の国へ帰国出来なかったケースがある[18]。

- 妊娠・出産に対するリスク理由
  - 妊娠・出産には危険が伴い最悪の場合母体が死亡に至るリスクがある[注 2]。
  - 1990年に夫の子どもを産もうと人工授精を行ったところ他人の子どもが生まれた事例がある[25]。他にも2003年に不妊治療AIHを行ったところ、別の患者の夫の精液を注入するというミスが起こったことが発覚している[26]。
- 成功率向上のための着床前診断理由 
  - 受精卵を代理母の子宮に戻す前に、着床・妊娠の成功率向上の必要性などから、問題のある受精卵を排除するための着床前診断が行われている場合がある[16]。また、妊娠時の羊水染色体検査が義務づけられており、障害がみつかった場合は強制的に中絶させられる場合もある。さらに、障害児が生まれた場合など重大な事態では、依頼者が受け取りを拒否する事件も起きている[21]。
- 子の出自を知る権利理由
  - 生殖補助医療において第三者から精子もしくは卵子の提供を受ける場合、匿名性の原則が存在したが、子どもの出自を知る権利と相容れず、その調和が問題となる。匿名性の原則とは提供精子から生まれた子どもには、提供者に関する情報はいっさい公表しないということである。その原則の背景には、第一に生まれた子どもから養育の責任を問われないように提供者を保護すること、第二に提供者が自ら父であると名乗り出るなどの家族関係への介入を防ぐ、という理由が存在する。 しかし一方で子どもの出自を知る権利の重要性が存在する。すなわち第一に近親婚を防ぐ、第二に遺伝病を知る、第三に家族が秘密や匿名を守らなければならないことが、家族全員にとって有害な緊張関係をもたらす、といった要請である。 代理母出産においても精子提供等を受ける場合があるため、この権利がどこまで認められるべきか、問題となる[27]。

## 各国における認否

### 条件つき合法化国
代理懐胎を一定の条件付きで容認している国としてはイギリス、オランダ、ベルギー、カナダ、ハンガリー、フィンランド、イスラエルなどがある。　　

### 全面禁止国
代理懐胎を全面的に禁止している国としてはドイツ、イタリア、オーストリアなどがある。これらの国で代理出産が行われた場合には懐胎者を母とする法制度が一般的である。スイスでは代理懐胎は憲法で禁止されている。他にはフランスでは人体の尊重・不可侵・不可譲という認識が強く、代理懐胎契約は無効とされ、そのあっせん行為も禁止し処罰対象としている。

### 認否不定国

#### 日本
代理母出産の明確な禁止も条件を定めた認可もしてないため、個人の判断で行いたければ国外で出来る形となっている。代理母出産については、生殖補助医療の進展を受けて日本産科婦人科学会が1983年10月に決定した会告により、自主規制という形で事実上の代理出産阻止が行われているため、日本国内では原則として実施されていない。
日本では諏訪マタニティークリニック（長野県下諏訪町）の根津八紘院長が、国内初の代理母出産を実施し、2001年5月にこれを公表した。また、2000年9月に妊娠判明と同時に子宮頸癌が発見されたため、妊娠16週（妊娠5ヶ月）の時に癌部位切除手術のために胎児を失い、同年11月21日広汎子宮全摘出手術を受けたタレントの向井亜紀が、同年12月19日に病状報告会見にて日本国内の自主規制を避ける形で海外での代理母出産を依頼することを公表した。
向井は胎児喪失と子宮全摘の失意から高田に離婚を持ちかけたこともあったが、最終的に、向井は「愛する人の遺伝子を残したい」と、2002年から代理出産に挑戦した。2度の失敗後に、3度目の挑戦で妊娠に成功した。2003年11月、当時31才のアメリカ人女性が代理母としてアメリカで双子を出産した。
このような状況を受け、厚生労働省の審議会及び日本産科婦人科学会はそれぞれ対応策の検討を開始し、2003年には、共に代理母出産を認めないという結論とした。
そうした中、向井亜紀・高田延彦夫妻が2003年に代理母出産によって得た子供たちの戸籍上の扱いについて提訴したり。最高裁の判決で日本国において、代理母の法的な子であり、「日本在住のアメリカ人」という認定になった（向井亜紀事件）。2009年に高田夫妻は双子と特別養子縁組を結んだことで、双子がアメリカ人女性との法的な親子関係を解消し、普通の親子と同等の関係となったこ。
2006年10月、根津八紘医師が、年老いた母親に女性ホルモンを投与し娘のための代理母にした、という特殊な代理母出産を実施したことを公表した。
なお、代理母出産は、2008年4月5日時点で根津医師が公表したものだけでも15例が実施され、また、海外での代理母出産も相当数（日本人が米国で実施したものだけで100例以上）あるとされる。
近年では、インドやタイで代理出産を行うケースが増えている。日本人向け業者がごく最近になってあっせんを始めた影響だと思われる。この状況を受けて、タイ・インドでは代理出産を一定の要件の下で認める（規制するという見方もできる）法案が準備されつつある。
このような事態の発生により、厚生労働省および法務省は、2006年11月30日、日本学術会議に代理母出産の是非についての審議を依頼した。しかし、審議の間にも、日弁連は、代理母出産を禁止すべきという2000年の提言の補充提言を発表し、根津八紘医師は、代理母出産の法制化に向けた私案を公表した。
2008年7月には、インドで代理母出産により出生した子供が、依頼夫婦の離婚などが原因で出国できなくなった事案がある。また実母が代理出産した男児を特別養子縁組とした例がある。
2008年4月、日本学術会議は、代理懐胎の法規制と条件付き合法化による原則禁止などを内容とする提言を行った。
- 代理懐妊の法規制と原則禁止が望ましい
- 営利目的での代理懐妊の施行医、斡旋者、依頼者を処罰の対象とする
- 先天的に子宮をもたない女性及び治療として子宮摘出を受けた女性に限定し、厳重な管理下での代理懐妊の臨床試験は考慮されてよい
- 試行にあたっては、医療、福祉、法律、カウンセリングなどの専門家で構成する公的運営機関を設立し、一定期間後に検討し、法改正による容認するか、試行を中止する
- 代理懐妊により生まれた子は、代理懐妊者を母とする
- 代理懐妊を依頼した夫婦と生まれた子の親子関係は、養子縁組または特別養子縁組によって定立する

#### ウクライナ
他にも法律が無く、認否どちらもしていない国としてはウクライナなどがある。
ウクライナでは外国人と代理出産の契約を結ぶことが許可されているため、国際的な代理出産の拠点となっている。2014年のウクライナ紛争以後には避難してきた若い女性が金を得るために業者と契約する事例が、紛争以前より増加した。関連法が無いため業者は届け出をする必要も無く、引き取りを拒否しても依頼者には罰則が無いため、受け取り拒否された障害児の場合は捨てられることが問題となっていた。2022年のロシアによる侵攻の影響で、外国人の依頼主が減り、代理出産の中心地はジョージア（グルジア）に移りつつある。

#### 大韓民国
大韓民国での代理母は一部違法だ。
「生命倫理および安全に関する法律」第23条3項によると、子宮、胚芽ともに提供·利用し、または胚芽を提供·利用した場合、「生命倫理および安全に関する法律」(生命倫理法)66条1項4条に基づき、3年以下の懲役に処することになる。
- 「生命倫理及び安全に関する法律」（生命倫理法）第23条 3項[43]

③ 誰でも金銭、財産上の利益又はその他の反対給付を条件に胚や卵子又は精子を提供又は利用し、又はこれを誘引又は斡旋してはならない。
- 「生命倫理及び安全に関する法律」（生命倫理法） 第66条 1項 4条[43]

① 次の各号のいずれかに該当する者は、3年以下の懲役に処する。
4. 第23条第3項に違反し、金銭、財産上の利益又はその他の反対給付を条件に、胚や卵子又は精子を提供若しくは利用し、又はこれを誘引又は斡旋した者
ただし、代理母が子宮のみを提供する場合に対する法律はないので、合法でも違法でもない。しかし、対価にかかわらず韓国での代理母契約自体が民法103条の反社会的法律行為に該当し、無効の余地もある。法の保護ももちろん受けられない。

### 外国人夫婦のみ利用違法化国
ロシアではビジネスとなっていたが、合計特殊出生率の低下やウクライナ侵略による国外脱出者の増加問題から、2022年12月に「外国人を依頼主とする代理出産」を禁じる法改正がされた。合法なのは代理出産の依頼はロシア人夫婦らにのみに限定された。2023年の出生数は1999年以来の落ち込みとなったが、ロシア政府は「外国人向け代理出産」の違法化で国内の人口増加させようとしている。ロシアは国内人口を穴埋めのため、ウクライナの占領地から組織的に子どもを連れ去っていた。そのため、2023年3月に国際刑事裁判所（ICC）はプーチン大統領とマリア・リヴォワ＝ベロワ大統領全権代表（子供の権利担当）に戦争犯罪容疑で逮捕状を出している。2023年11月には、「外国人の依頼による代理出産」に関わったロシア国内の医師や女性、弁護士らに対し、児童の人身売買の罪で懲役4年～19年6ヶ月の判決が下されている。

## 関連書籍
- 大野和基『代理出産―生殖ビジネスと命の尊厳』集英社〈集英社新書〉、2009年。ISBN 978-4087204926。